# 2022년 런던 영화 비평가 협회상
제43회 런던 영화 비평가 협회상은 2023년 2월 5일에 열린 시상식이다.

## 수상 및 후보

### 작품상
- TAR 타르 - 토드 필드 수상
- 애프터썬 - 샬롯 웰스
- 올 더 뷰티 앤 더 블러드쉐드 - 로라 포이트러스
- 이니셰린의 밴시 - 마틴 맥도나
- 헤어질 결심 - 박찬욱
- 에브리씽 에브리웨어 올 앳 원스 - 다니엘 콴 외 1명
- 더 파벨먼스 - 스티븐 스필버그
- 리빙 - 올리버 헤르마누스
- 생토메르 - 앨리스 디옵
- 탑건: 매버릭 - 조셉 코신스키

### 외국어영화상
- 헤어질 결심 - 박찬욱 수상
- 말없는 소녀 - 콤 바이레드 수상
- 에오 - 예르지 스콜리모프스키
- RRR: 라이즈 로어 리볼트 - SS 라자몰리
- 생토메르 - 앨리스 디옵

### 다큐멘터리 작품상
- 올 더 뷰티 앤 더 블러드쉐드 - 로라 포이트러스 수상
- 숨쉬는 모든 것 - 샤우낙 센
- 파이어 오브 러브 - 사라 도사
- 커트 보네거트: 언스터크 인 타임 - 로버트 B. 웨이드
- 문에이지 데이드림 - 브렛 모겐

### 감독상
- TAR 타르 - 토드 필드 수상
- 에브리씽 에브리웨어 올 앳 원스 - 다니엘 콴 외 1명
- 이니셰린의 밴시 - 마틴 맥도나
- 헤어질 결심 - 박찬욱
- 애프터썬 - 샬롯 웰스

### 작가상
- 이니셰린의 밴시 - 마틴 맥도나 수상
- TAR 타르 - 토드 필드
- 에브리씽 에브리웨어 올 앳 원스 - 다니엘 콴 외 1명
- 더 파벨먼스 - 스티븐 스필버그 외 1명
- 애프터썬 - 샬롯 웰스

### 여우주연상
- TAR 타르 - 케이트 블란쳇 수상
- 블론드 - 아나 데 아르마스
- 코르사주 - 비키 크립스
- 더 원더 - 플로렌스 퓨
- 에브리씽 에브리웨어 올 앳 원스 - 양자경

### 남우주연상
- 이니셰린의 밴시 - 콜린 파렐 수상
- 엘비스 - 오스틴 버틀러
- 더 웨일 - 브렌든 프레이저
- 애프터썬 - 폴 메스칼
- 리빙 - 빌 나이

### 여우조연상
- 이니셰린의 밴시 - 케리 콘돈 수상
- 더 웨일 - 홍 차우
- 슬픔의 삼각형 - 돌리 드 레옹
- TAR 타르 - 니나 호스
- 생토메르 - 구스라기 말란다

### 남우조연상
- 이니셰린의 밴시 - 배리 케오간 수상
- 더 원더 - 톰 버크
- 이니셰린의 밴시 - 브렌단 글리슨
- 더 브릿지 - 브라이언 타이리 헨리
- 에브리씽 에브리웨어 올 앳 원스 - 키 호이 콴

### 영국여우주연상
- 더 원더 - 플로렌스 퓨 수상
- 우먼 토킹 - 제시 버클리
- 엠파이어 오브 라이트 - 올리비아 콜맨
- 로알드 달의 뮤지컬 마틸다 - 엠마 톰슨
- 블랙 팬서: 와칸다 포에버 - 레티티아 라이트

### 영국남우주연상
- 리빙 - 빌 나이 수상
- 가재가 노래하는 곳 - 해리스 딕킨슨
- 이니셰린의 밴시 - 콜린 파렐
- 더 메뉴 - 랄프 파인즈
- 애프터썬 - 폴 메스칼

### 영국필름메이커상
- 애프터썬 - 샬롯 웰스 수상
- 굿 럭 투 유, 리오 그랜드 - Katy Brand
- 말없는 소녀 - 콤 바이레드
- 에밀리 - 프란시스 오코너
- 블루 진 - 조지아 오클리

### 영국아역상
- 애프터썬 - 프랭키 코리오 수상
- 더 원더 - Kila Lord Cassidy
- 말없는 소녀 - Catherine Clinch
- 캐서린 콜드 버디 - 벨라 램지
- 로알드 달의 뮤지컬 마틸다 - 얼리샤 위어

### 영국단편영화상
- A Fox in the Night - Keeran Anwar Blessie 수상
- Groom - Leyla Coll-O’Reilly
- Honesty - 록시 레즈바니
- A Letter to Black Men - Kiosa Sukami

### 기술공헌상
- 피노키오 - Brian Leif Hansen 수상
- 스케일 - 조셉 피어스
- 아테나 - 마티아스 부카드
- 블랙 팬서: 와칸다 포에버 - 루스 E. 카터
- 블론드 - 레슬리 샤츠
- 헤어질 결심 - 김지용
- 엘비스 - 캐서린 마틴
- 에브리씽 에브리웨어 올 앳 원스 - Paul Rogers
- RRR: 라이즈 로어 리볼트 - Nick Powell
- TAR 타르 - 스티븐 그리피스
- 더 원더 - 니나 골드

### 애튼보로우 상
- 이니셰린의 밴시 - 마틴 맥도나 수상
- 애프터썬 - 샬롯 웰스
- 리빙 - 올리버 헤르마누스
- 말없는 소녀 - 콤 바이레드
- 더 원더 - 세바스찬 렐리오

### 딜리스 파웰상
- 양자경 수상